# Albany (Nova Iorque)
Albany é a capital do estado norte-americano de Nova Iorque, desde 1797, e sede do condado de Albany. Foi fundada em 1614 e incorporada em 1686.

## Geografia
De acordo com o Departamento do Censo dos Estados Unidos, a cidade tem uma área de 56,8 km², dos quais 55,4 km² estão cobertos por terra e 1,4 km² por água.

## Demografia
Segundo o censo nacional de 2020, a sua população é de 99 224 habitantes e sua densidade populacional é de 4 506,84 hab/km². É a sexta cidade mais populosa do estado. Possui 46 362 residências que resulta em uma densidade de 836,9 residências/km². Sua região metropolitana possui cerca de 860 mil habitantes.

## Marcos históricos
O Registro Nacional de Lugares Históricos lista 69 marcos históricos em Albany, dos quais 6 são Marco Histórico Nacional. O primeiro marco foi designado em 15 de outubro de 1966 e o mais recente em 6 de novembro de 2020.